# Sporting Kansas City
El Sporting Kansas City es un equipo profesional de fútbol de los Estados Unidos con sede en el área metropolitana de Kansas City. Compite en la Conferencia Oeste de la Major League Soccer (MLS) y disputa sus partidos como local en el Children's Mercy Park, ubicado en Kansas City, Kansas.
El equipo fue fundado por Lamar Hunt el 6 de junio de 1995 con el nombre de Kansas City Wiz y es uno de los clubes originales de la MLS. En 1996 cambió su nombre a Kansas City Wizards y en 2010 adoptó su denominación actual.
A lo largo de su historia, el Sporting Kansas City ha ganado un total de dos MLS Cup, una Supporters' Shield y cuatro U.S. Open Cup.

## Historia
El Sporting Kansas City fue fundado en 1995 como Kansas City Wiz, y al año siguiente cambió su nombre a Kansas City Wizards; y es uno de los equipos fundadores de la MLS, jugaba en el estadio Arrowhead Stadium desde 1996 a 2007. El equipo empezó jugando en la Conferencia Oeste pero en el año 2004 pasó a la Conferencia Este por la expansión de la liga con dos nuevos equipos (Chivas USA y Real Salt Lake).
En el año 2000 consiguió ganar la MLS Cup y la MLS Supporters' Shield como mejor equipo de la liga regular y en el año 2004 ganó la U.S. Open Cup; también consiguió ser campeón de conferencia tres veces en los años 1997, 2000 y 2004.
A finales de 2010 el club cambió su nombre, de Kansas City Wizards a "Sporting Kansas City", así como su escudo y uniforme, e inauguró su nuevo estadio, el Children's Mercy Park, el primer campo propio y específico de fútbol de su historia, donde 2012 ganó la U.S. Open Cup derrotando a los Seattle Sounders, el primer título bajo su nuevo nombre.
En el 2013 consiguió hacerse campeón de la conferencia este al ganar por 2-1 sobre el Houston Dynamo y posteriormente se consagró campeón de la MLS Cup al vencer por 7-6 en tanda de penales al Real Salt Lake.
El 27 de octubre de 2014, la liga anunció que el Sporting, junto con el Houston Dynamo, pasaría de la Conferencia Este a la Conferencia Oeste cuando dos equipos de los estados de la Costa Este, New York City FC y Orlando City SC, se unieron a la liga en 2015. El Sporting terminó sexto en la Conferencia Oeste ese año, clasificando nuevamente para la postemporada debido a la expansión del campo de doce clubes en los Playoffs de la Copa MLS 2015.
En el 2015 consiguió nuevamente la Lamar Hunt U.S. Open Cup esta vez derrotando al Philadelphia Union 7-6 en penales luego de haber empatado 1-1 en 120 minutos.
En 2017, conquista su cuarto título de la Lamar Hunt U.S. Open Cup, tras vencer 2-1 a New York Red Bulls en la final. La victoria le dio al Sporting su cuarto título de la U.S. Open Cup, y el tercero en los últimos seis años.

## Nombres del club
| Años      | Nombres de club      |
| --------- | -------------------- |
| 1995-1996 | Kansas City Wiz      |
| 1996-2010 | Kansas City Wizards  |
| 2010-act. | Sporting Kansas City |

## Uniforme
- Uniforme titular: Camiseta, pantalón y cornisas celestes.
- Uniforme alternativo: Camiseta, pantalón y medias azul oscuro.

### Evolución
Local (Kanzas City Wizards): 1996-2010
| 1996-1998 | 1998-1999 | 2000-2002 | 2003-2004 | 2005 | 2006-2007 | 2008-2009 | 2010 |

Local (Sporting Kansas City): 2011-act. 
| 2011-2012 | 2013-2014 | 2015-2016 | 2017-2018 | 2019-2020 | 2021-2022 | 2023–2024 | 2025– |

Tercer
| 2013-2014 | 2015-2016 | 2024- |

## Estadio
- Arrowhead Stadium; Kansas City, Misuri (1996-2007)
- CommunityAmerica Ballpark; Kansas City, Kansas (2008-2010)
- Children's Mercy Park; Kansas City, Kansas (2011-presente)

## Jugadores

### Más apariciones en club
- Actualizado al 30 de octubre de 2024.

| # | Jugador        | Años                | Liga | Playoffs | Copas Nacionales | Copas Internacionales | Total |
| - | -------------- | ------------------- | ---- | -------- | ---------------- | --------------------- | ----- |
| 1 | Graham Zusi    | 2009–2023           | 357  | 21       | 17               | 13                    | 408   |
| 2 | Róger Espinoza | 2008–2012 2015–2023 | 339  | 21       | 24               | 12                    | 396   |
| 3 | Matt Besler    | 2009–2020           | 294  | 18       | 17               | 16                    | 345   |
| 4 | Tim Melia      | 2014–               | 262  | 14       | 14               | 8                     | 298   |
| 5 | Kerry Zavagnin | 2000–2008           | 237  | 23       | 2                | 2                     | 264   |

### Máximos goleadores
- Actualizado al 30 de octubre de 2024.

| # | Jugador        | Años                | Liga | Playoffs | Copas Nacionales | Copas Internacionales | Total |
| - | -------------- | ------------------- | ---- | -------- | ---------------- | --------------------- | ----- |
| 1 | Preki          | 1996–2001 2002–2005 | 71   | 7        | 0                | 0                     | 78    |
| 2 | Dom Dwyer      | 2012–2017           | 58   | 2        | 6                | 2                     | 68    |
| 3 | Johnny Russell | 2018–               | 60   | 1        | 5                | 1                     | 67    |
| 4 | Dániel Sallói  | 2016 2017–          | 47   | 5        | 8                | 0                     | 60    |
| 5 | Davy Arnaud    | 2002–2011           | 43   | 4        | 0                | 0                     | 47    |

## Entrenadores
| Entrenador     | País           | Periodo                                       |
| -------------- | -------------- | --------------------------------------------- |
| Ron Newman     | Inglaterra     | 11 de octubre de 1995 - 14 de abril de 1999   |
| Ken Fogarty    | Inglaterra     | Del 15 al 27 de abril de 1999                 |
| Bob Gansler    | Hungría        | 28 de abril de 1999 - 19 de junio de 2006     |
| Brian Bliss    | Estados Unidos | 19 de junio al 31 de diciembre de 2006        |
| Curt Onalfo    | Estados Unidos | 27 de noviembre de 2006 - 3 de agosto de 2009 |
| Peter Vermes   | Estados Unidos | 4 de agosto de 2009 - 31 de marzo de 2025     |
| Kerry Zavagnin | Estados Unidos | 31 de marzo de 2025-presente                  |

## Palmarés

### Torneos nacionales
- Major League Soccer (2): 2000, 2013.
- MLS Supporters' Shield (1): 2000.
- Lamar Hunt U.S. Open Cup (4): 2004, 2012, 2015, 2017.
- Conferencia Oeste de la MLS (3): 1997, 2000, 2004.
- Conferencia Este de la MLS (3): 2011, 2012, 2013.